# IPadOS
iPadOS (baseado no iOS) é um sistema operacional móvel criado e desenvolvido pela Apple Inc. para iPads. Anunciado na Apple Worldwide Developers Conference da Apple (WWDC), o iPadOS é um rebranding do iOS para diferenciar ainda mais os recursos entre o iPhone e o iPad.

## História
Quando o iPad foi anunciado, ele inicialmente executava uma versão do iOS, então conhecida como iPhone OS. À medida que a plataforma evoluiu, o iPad recebeu vários recursos de diferenciação que não estão disponíveis em iPhones, como o uso do espaço de trabalho disponível para executar vários aplicativos simultaneamente, drag-and-drop em todo o sistema e suporte para o Apple Pencil. Durante a WWDC 2019, a Apple anunciou o iPadOS 13 juntamente com o iOS 13, um rebranding da plataforma para atender especificamente ao iPad.

## Recursos
O iPadOS apresentou um novo layout de tela inicial e a capacidade de um iPad funcionar como um segundo monitor para macOS, chamado de Sidecar. Além disso, o navegador Safari carregará páginas completas da internet, perdendo as limitações de páginas para dispositivos móveis.

## Dispositivos suportados
O iPadOS suporta iPads com um chip Apple A8 / A8X ou posterior. O software termina com o suporte para dispositivos com 1 GB de RAM, incluindo o iPad Air, iPad Mini 2 e iPad Mini 3. Dispositivos suportados pelo iPadOS incluem:
- iPad Air 2
- iPad Air (3ª geração)
- iPad (5ª geração)
- iPad (6ª geração)
- iPad mini 4
- iPad mini (5ª geração)
- iPad Pro (9,7 polegadas)
- iPad Pro (10,5 polegadas)
- iPad Pro (1ª geração de 11 polegadas)
- iPad Pro (2ª geração de 11 polegadas)
- iPad Pro (1ª geração de 12,9 polegadas)
- iPad Pro (2ª geração de 12,9 polegadas)
- iPad Pro (3ª geração de 12,9 polegadas)
- iPad Pro (4ª geração de 12,9 polegadas)